# Hora clave
Hora clave fue un programa televisivo de Argentina, centrado en la opinión política y dirigido por Mariano Grondona.

## Historia
El programa comenzó a emitirse el año 1989 por ATC, luego de que Grondona abandonara Tiempo Nuevo, el programa en que trabajaba junto a Bernardo Neustadt. 
Desde el desligue con Bernardo Neustadt, el programa pudo pararse en la vereda ideológica opuesta y ser imparcial con el gobierno menemista. En contraposición Neustadt no pudo desligarse a tiempo del estrecho vínculo que había construido con Carlos Menem. Por ende, su programa e imagen cayeron en declive.
Por el programa pasaron personalidades como Ernesto Sabato, Mario Vargas Llosa, Umberto Eco, Adolfo Bioy Casares, Emilie Schindler, Lech Wałęsa, el dalái lama, el juez Baltasar Garzón. También aparecieron políticos extranjeros como Mijaíl Gorbachov y Fernando Henrique Cardoso, y los distintos presidentes de Argentina. También aparecieron deportistas como Pelé y Maradona[cita requerida]. Hora Clave fue también el primer medio argentino en viajar a las Islas Malvinas luego de la Guerra, y el único en llegar a los hielos continentales y realizar íntegramente el programa desde ahí.
El programa pasaría más adelante de los jueves a los domingos, y luego dejaría la televisión abierta para transmitirse por el canal de cable C5N y posteriormente por Canal 26, el periodista Pablo Rossi reemplazó a Grondona debido a un problema de salud, donde dejó de emitirse en 2016.

## Emisión
- ATC (1989-1992)
- Canal 9 (1992-1998)
- Azul TV (1999-2002)
- Canal 9 (2002-2006)
- C5N (2008)
- Canal 26 (2009-2015)

## Grandes figuras invitadas
A lo largo de sus más de 25 años en el aire, Hora Clave contó con la presencia de destacadas personalidades de la cultura, la política, la ciencia, el deporte y el ámbito internacional.
Entre los intelectuales y escritores invitados se destacaron Ernesto Sabato, Mario Vargas Llosa, Umberto Eco, Adolfo Bioy Casares y Emilie Schindler. En el plano político, pasaron por el programa líderes internacionales como Lech Wałęsa, el dalái lama, el juez español Baltasar Garzón, el ex presidente de la Unión Soviética Mijaíl Gorbachov y el ex mandatario brasileño Fernando Henrique Cardoso, así como todos los presidentes argentinos en ejercicio durante la vigencia del ciclo.
El programa también abrió espacio al deporte, con entrevistas a figuras como Pelé y Diego Armando Maradona, y a personalidades del automovilismo y otras disciplinas.
Además, Hora Clave fue pionero en realizar emisiones especiales desde lugares significativos: fue el primer medio argentino en transmitir desde las Islas Malvinas tras la Guerra de las Malvinas, y el único en realizar un programa íntegro desde los hielos continentales antárticos.